# ホバーマンスフィア

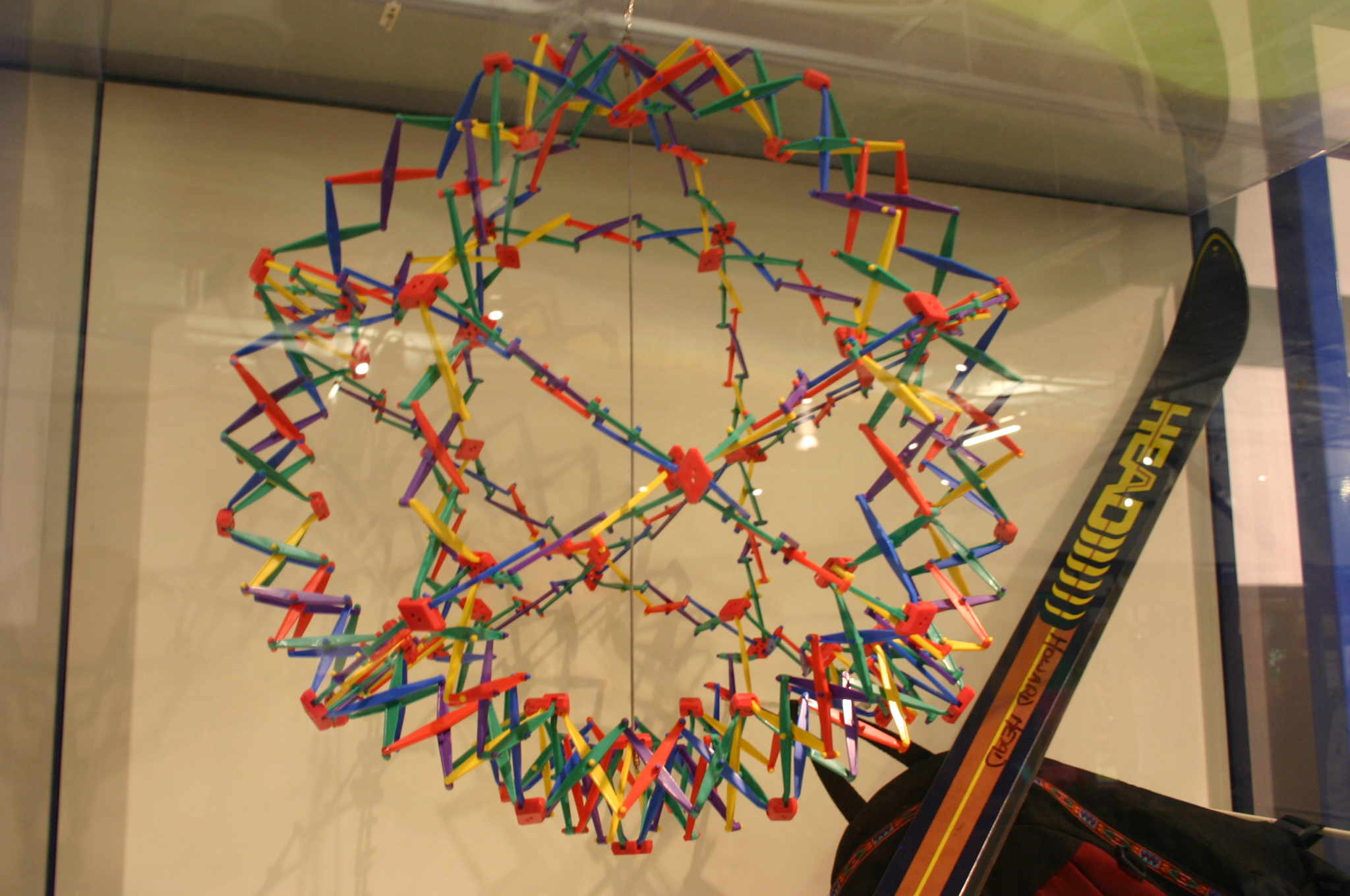
ホバーマンスフィア 国立国立アメリカ歴史博物館

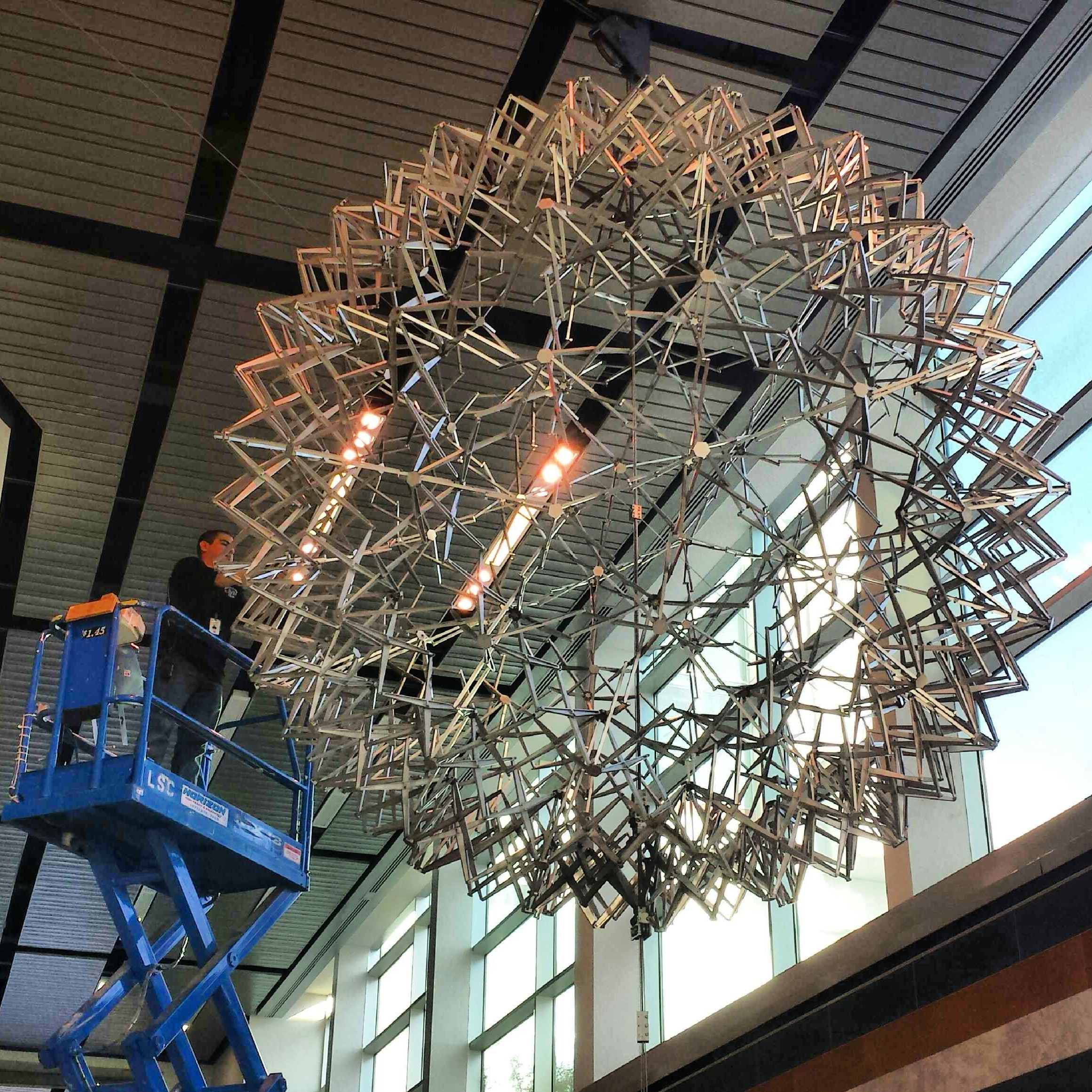
世界で2番目に大きなホバーマンスフィア。メンテナンス中。リバティサイエンスセンター

ホバーマンスフィアはチャック・ホバーマンによって特許が取得された、ハサミのような関節を折り畳むことで通常のサイズの数分の一に折り畳むことができる等速構造である。 カラフルなプラスチックのバージョンは子供のおもちゃとして人気が高い。元のデザインは直径15センチメートル（5.9インチ）から76センチメートル（30インチ）まで拡張可能ないくつかのおもちゃサイズが存在する。
ホバーマンスフィアは、典型的には、二十・十二面体の縁に対応する6つの大きな円からなる。 ホバーマンスフィアは、特定の部位が離れて広がることを可能にすることによって展開することができる。 各関節の動作は、パンタグラフミラーを取り付けるために使用されるようなはさみ機構、または折りたたみ式の椅子がどのように動作するかのように、他のすべての関節にリンクされる。 より大きなモデルでは、代わりに糸またはケーブルを送り出すことでこれを実現する。
既存の最大のホバーマンスフィアは、エストニアのタルトゥ（Tartu）にあるScience Centre AHHAAにある。 完全に展開された状態での大きさは、直径5.9メートル（19フィート）。 この電動のスフィアは重さが340キロ（750ポンド）で、航空機級のアルミニウムで構成され、折りたたみ状態と拡張状態の間を絶えず繰り返す。 球体はセンターの科学展示場の上に吊り下げられ、コンピュータベースのモーションコントロールシステムで作動する。 このシステムは、音楽、照明、特殊効果で振り付けされた一連の叙情的な動きで球体を開閉する。
上記のものよりわずかに小さいホバーマンスフィアはニュージャージー州ジャージーシティのLiberty Science Centerのアトリウムにある。 700ポンド（320 kg）の球は、完全に拡張されたとき、直径が18フィート（5.5 m）になる。
1993年、スイスのヴィンタートゥールにあるスイスサイエンスセンターTechnoramaに2つ目のスフィアが設置された[3]

## 参照
- Hoberman mechanism